# Seedy Lamin Bah
Seedy Lamin Bah (* 20. Jahrhundert in der Region Kiang) ist ein gambischer Verwaltungsbeamter.

## Leben
Bah hat einen Master-Abschluss in Tourismus. Er war bis Juli 2022 Generalmanager des Gamgate Consortium, als er zum Gouverneur der Lower River Region berufen wurde. Er löste Rohey John Manjang ab, die als Forst- und Umweltministerin berufen wurde. Im Juni 2024 wurde er als stellvertretender Staatssekretär in das Ministerium für Jugend und Sport versetzt.